# Endodermis

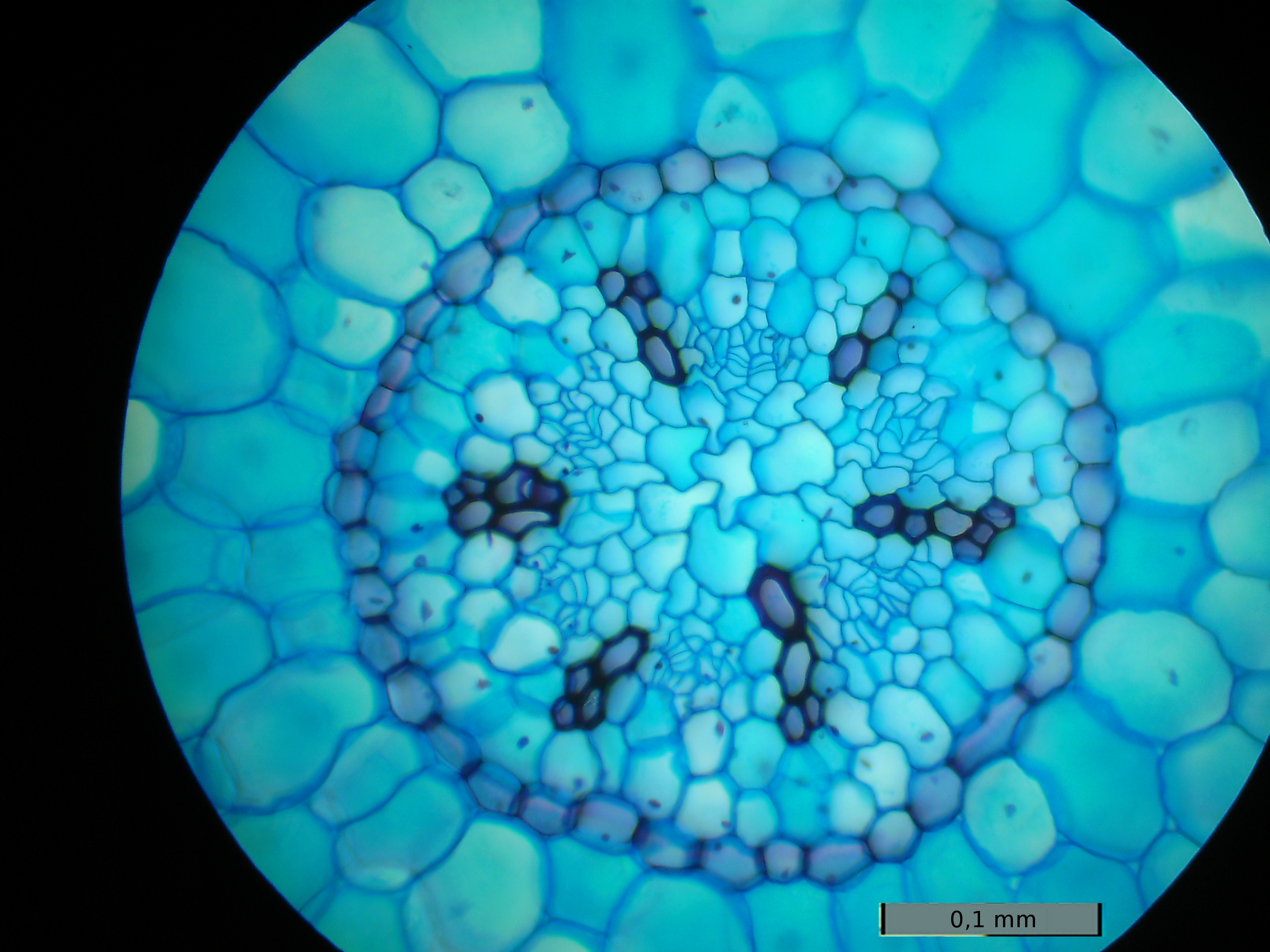
Velký kruh tmavě modrých buněk je sekundární endodermis kořene

Endodermis (endoderm) je nejvnitřnější vrstva kořenové kůry, která obklopuje střední válec s cévními svazky. Buňky endodermis jsou vždy živé, pevně k sobě přiléhají, aby touto vrstvou nic dovnitř kořene neproniklo žádnými mezibuněčnými prostory (apoplastickou cestou). Z tohoto důvodu bývají radiální stěny silně ztlustlé zvláštní ligninovitou hmotou, která pak na příčných řezech vytvoří tzv. Caspariho proužky.
Díky endodermis jsou rostliny schopné regulovat příjem vody a živin, bránit se pronikání patogenů,
fytotoxinů a toxických kovů.

### Galerie

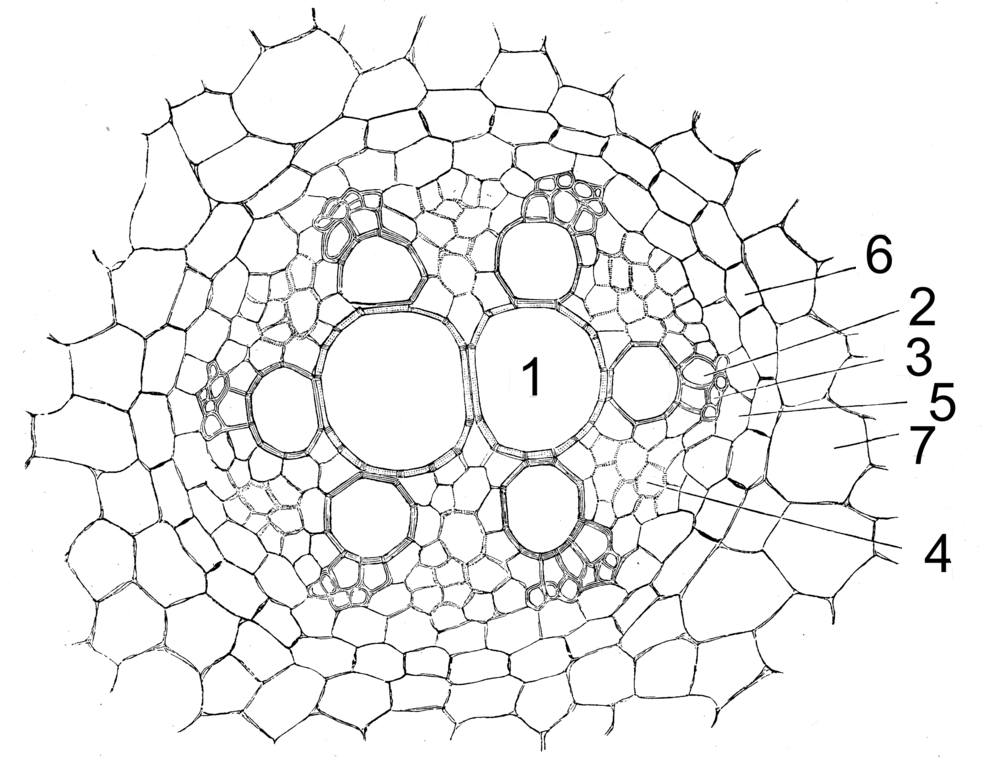
Průřez kořenem česneku; (6) je endodermis
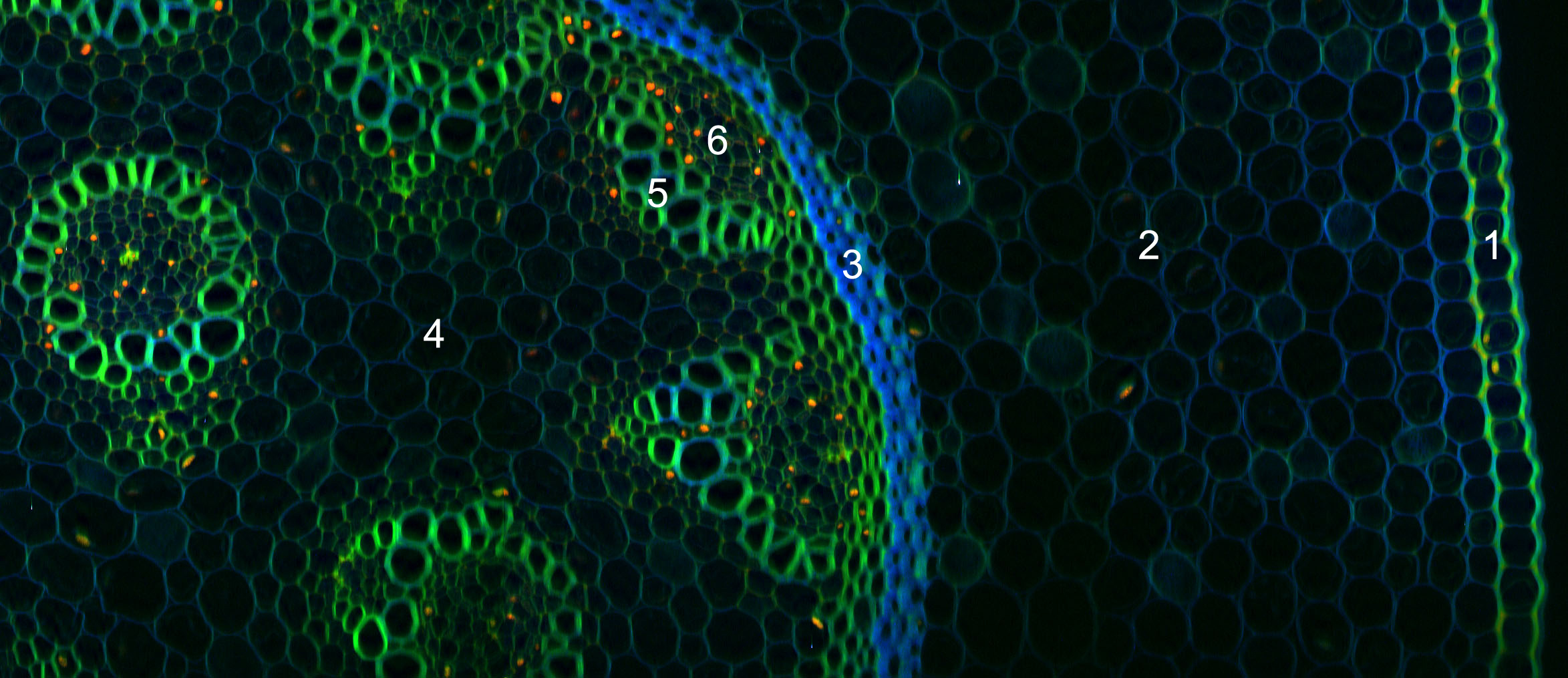
Průřez kořenem konvalinky; (3) je endodermis